# Pablo Puyol
Pablo Puyol Ledesma (Málaga; 26 de diciembre de 1975) es un actor y cantante español. Ha hecho varias apariciones en la gran y la pequeña pantalla.

## Biografía
Tras comenzar Biología, se graduó en la Escuela Superior de Arte Dramático de Málaga. Comenzó como actor profesional en el musical Grease, obra estrenada en el Teatro Lope de Vega (Madrid) en febrero de 1999, dirigida en la escena por Luis Ramírez y Ramón Oller y musicalmente por Alberto Quintero. Posteriormente participó en otro musical, Rent.
Formó parte del reparto de La bella y la bestia estrenada en 1999 en el teatro Lope de Vega de Madrid, donde hizo de Lumiere y de Gastón producido por Walt Disney Theatrical y Rock&Pop..
Después de varios papeles en series y cortos, formó parte del elenco de la serie Un paso adelante donde interpretó a Pedro Salvador.
Formó parte del grupo musical derivado de dicha serie, llamado UPA Dance, que vendió cerca de 600.000 copias. Realizaron una gira por toda España. Después, el grupo se separó a finales de 2004, y en 2005, la serie finalizó. En 2007 trabaja como Gastón en el musical infantil inspirado en la película La bella y la bestia de Disney.
También trabajó en la última temporada de Los Serrano.
Durante la temporada 2011-2012, se subió a los escenarios para interpretar Crimen perfecto, junto a Jorge Sanz, bajo dirección de Víctor Conde. El 19 de octubre del 2012, visitó el programa de Menuda noche como invitado. En 2013 actuó en la serie de humor Esposados que se emitió los domingos en TeleCinco y también participa en 'Hoy', en la sección cuerpos guapos.
También participó en varios episodios de la séptima temporada de La que se avecina como Santiago "Santi" Casariego, el exmarido de Rebeca (María Adánez), la amiga de Judith.
El 7 de febrero de 2014, fue como invitado al programa Tu cara me suena de Antena 3, en la que imito a Vanilla Ice con buena calificación entre el jurado y se postula como favorito para la cuarta edición del formato.
Es vegano desde 2012 y colabora con la Organización internacional en defensa de los animales Igualdad Animal.
En 2013 se unió al grupo coral Póker de Voces para sustituir a Gerónimo Rauch. Actualmente, desde enero de 2015 colabora en dicho espectáculo junto a Daniel Diges, Ignasi Vidal y David Ordinas.
El 30 de julio de 2015 se confirmó que a partir de septiembre de 2015 pasaría a formar parte del elenco de concursantes de la cuarta edición de Tu cara me suena (Antena 3) donde quedó en tercera posición.

## Álbum-Debut
Su primer álbum se tituló Déjame, álbum que se alejaba del estilo Pop-Dance del grupo, y que se centraba en el "Pop-Rock". El álbum salió a la venta a mediados del mes de abril de 2005 en España, fracasando totalmente en las listas de ventas españolas. El álbum llegó al número 147 y el sencillo Déjame llegó al número 102. El disco vendió menos de 2000 copias en España. En Francia, país donde se lanzaron dos singles, el disco entró en las listas de ventas (fue disco de oro). Pablo Puyol realizó diferentes conciertos con radios por toda la geografía francesa.

## Cine
| Año  | Película                          | Personaje          | Director         | Género                    | Duración |
| ---- | --------------------------------- | ------------------ | ---------------- | ------------------------- | -------- |
| 2000 | En malas compañías (cortometraje) | Asier              | Antonio Hens     | Comedia                   | 18m      |
| 2002 | Piedras                           | Entrenador         | Ramón Salazar    | Drama/Comedia             | 2h 15m   |
| 2004 | Tanger                            | Rai                | Juan Madrid      | Drama/Thriller            | 1h 40m   |
| 2005 | 20 centímetros                    | El reponedor       | Ramón Salazar    | Musical/Comedia           | 1h 52m   |
| 2007 | Chuecatown                        | Victor             | Juan Flahn       | Comedia/Crimen            | 1h 33m   |
| 2007 | Clandestinos                      | Lucas              | Antonio Hens     | Drama/Crimen              | 1h 24m   |
| 2008 | La conjura de El Escorial         | Insausti           | Antonio del Real | Drama/Ficción histórica   | 2h 08m   |
| 2008 | Prime Time                        | Miguel Ángel       | Luis Calvo Ramos | Suspense/Terror           | 1h 33m   |
| 2010 | The Anguish                       |                    | Jordi Mesa       | Suspense/Terror           |          |
| 2013 | Gallino, the Chicken System       | Warren S. Thornton | Carlos Atanes    | Comedia/Ficción histórica | 1h 21m   |
| 2020 | La mancha negra                   | Eugenio            | Enrique Garcia   | Suspense                  | 1h 29m   |
| 2021 | Dos vacas y una burra             | Luis               | Jesús del Cerro  | Comedia                   | 1h 30m   |

## Televisión

### Series
| Año       | Serie                   | Canal       | Personaje                         | Notas         |
| --------- | ----------------------- | ----------- | --------------------------------- | ------------- |
| 2002-2005 | Un paso adelante        | Antena 3    | Pedro Salvador López              | 73 episodios  |
| 2004      | Casi perfectos          | Antena 3    |                                   | 1 episodio    |
| 2006      | Tirando a dar           | Telecinco   | Víctor                            | 7 episodios   |
| 2008      | Los Serrano             | Telecinco   | Nacho                             | 6 episodios   |
| 2008      | Generación d.F.         | Antena 3    | Pelayo                            | 5 episodios   |
| 2010      | Las chicas de oro       | La 1        | Martín                            | 1 episodio    |
| 2010      | La pecera de Eva        | Telecinco   | Germán                            | 5 episodios   |
| 2011      | Vida loca               | Telecinco   | Francisco                         | 1 episodio    |
| 2012      | Stamos okupa2           | La 1        | Rodrigo                           | 1 episodio    |
| 2012-2013 | Arrayán                 | Canal Sur   | Hugo                              | 45 episodios  |
| 2013      | Esposados               | Telecinco   | Rubén                             | 5 episodios   |
| 2013-2014 | La que se avecina       | Telecinco   | Santiago Casariego Bordiú "Santi" | 3 episodios   |
| 2014      | Ciega a citas           | Cuatro      | Alberto                           | 24 episodios  |
| 2015      | Gym Tony                | Cuatro      | Fernando                          | 2 episodios   |
| 2016      | ¿Qué fue de Jorge Sanz? | Movistar+   | Él mismo                          | 1 episodio    |
| 2018      | Entreolivos             | Canal Sur   | Pablo                             | 11 episodios  |
| 2021-2023 | Servir y proteger       | La 1        | Félix Durán González              | 320 episodios |
| 2022      | True Story España       | Prime Video | Pepe Reina                        | 1 episodio    |

### Programas
| Año                                        | Título                     | Canal                | Notas                       |
| ------------------------------------------ | -------------------------- | -------------------- | --------------------------- |
| 2008-2009; 2011-2012; 2015-2016; 2019-2021 | El hormiguero              | Antena 3             | Invitado                    |
| 2014; 2016-2019; 2021                      | Pasapalabra                | Telecinco / Antena 3 | Invitado                    |
| 2014; 2018                                 | Tu cara me suena           | Antena 3             | Invitado                    |
| 2014                                       | ¡A bailar!                 | Antena 3             | Invitado                    |
| 2015-2016                                  | Tu cara me suena           | Antena 3             | Concursante - 3.º finalista |
| 2015                                       | Zapeando                   | La Sexta             | Invitado                    |
| 2021                                       | El juego de los anillos    | Antena 3             | Concursante                 |
| 2021                                       | El desafío                 | Antena 3             | Concursante - 3.º finalista |
| 2022                                       | El desafío                 | Antena 3             | Invitado                    |
| 2023                                       | 25 palabras                | Telecinco            | Invitado                    |
| 2024                                       | Bake Off: Famosos al horno | La 1                 | Concursante - 9.º expulsado |

## Musicales
- Rent (como Roger) (1999)
- La bella y la bestia (como cover de Gaston y Lumiere) (2001)
- La bella y la bestia (como Gaston) (2007)
- 40 (como Mateo) (2009)
- Póker de voces (2012)
- Evil Dead (como Ash) (2012)
- Venidos a Menos (2013)[6]
- Mentiras (como Emmanuel/Manoella) (Ciudad de México) (Debut 8 de diciembre de 2016)
- A Chorus Line (2019)

## Discografía

### ConUPA Dance
Su primer CD se llamó "Upa Dance: banda sonora de la serie de televisión Un paso adelante" y salió a la venta el 24 de octubre de 2002. Los cuales son:
Upa Dance (2002) 
+900.000 (+700.000 en España y 200.000 en Francia) #1 en España y en Francia.
1. Once again
2. Morenita
3. Porque me faltas tú
4. Sámbame
5. Me siento bien
6. Baila morena
7. Dancing in the street
8. Acuarius
9. I got life
10. Out here on my own
11. Medley cabaret
12. Upa mix

Singles:
- Once again (2002)
- Morenita (2002)
- Sambame(2003)

Upa Dance Edición Especial (2003) - #5 España
CD 1
1. Once again
2. Morenita
3. Porque me faltas tú
4. Sámbame
5. Me siento bien
6. Baila morena
7. Dancing in the street
8. Acuarius
9. I got life
10. Out here on my own
11. Medley cabaret
12. Upa mix

CD 2
1. Porqué me faltas tú [versión dúo]
2. Let´s get loud
3. If I only knew
4. Tub thumping
5. Sámbame 2003
6. Morenita Remix

Singles:
- Sámbame 2003 (2003)
- Baila morena (2003)
- Porqué me faltas tú [versión dúo] (2003)

Upa Dance Live(2004) - 1#España (+100.000 copias vendidas, Disco de platino)
1. Will Smith Mix- Black Suits Commin' Wild Wild West Getting Jiggy
2. Si Te Tengo Aquí (Live)
3. Lady Marmalade (Live)
4. How Deep Is Your Love (Live)
5. U' Can'T Touch This (Live)
6. Me Siento Bien (Live)
7. My All (Live)
8. Disco Inferno (Live)
9. Lucía (Live)
10. It'S Raining Men (Live)
11. Morenita (Live)
12. Once Again (Live)
13. Baila Morena (Live)
14. Sambame (Live)
15. Veneno
16. Piel Oscura

### En solitario
Países donde se ha publicado el material de Pablo Puyol: España, Francia, Italia y Portugal.

#### Álbumes
| Año  | Álbum  | Chart | Chart | Chart | Chart |
| Año  | Álbum  | ESP   | FRA   | ITA   | POR   |
| ---- | ------ | ----- | ----- | ----- | ----- |
| 2005 | Déjame | 147   | 78    | -     | -     |

#### Singles
| Año       | Single         | Singles | Singles | Singles | Singles |
| Año       | Single         | ESP     | FRA     | ITA     | POR     |
| --------- | -------------- | ------- | ------- | ------- | ------- |
| 2005-2006 | "Déjame"       | 102     | 26      | -       | -       |
| 2007      | "Sigue la luz" | -       | 55      | -       |         |

## Premios
- 2002: Nominado a mejor actor de televisión de España en los Premios Iris (España) por su papel en la serie Un paso adelante

## Vida personal
Pablo Puyol es vegano desde 2012 y colabora con la asociación de defensa de los animales Igualdad Animal.
En 2022 se casó con la actriz Beatriz Mur.